# Garret D. Wall

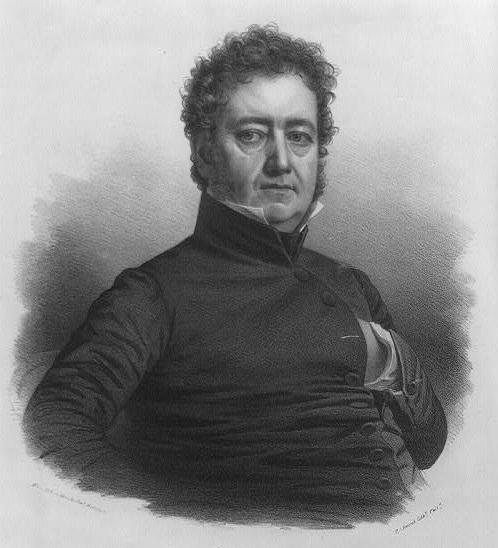
Garret D. Wall

Garret Dorset Wall, född 10 mars 1783 i Monmouth County, New Jersey, död 22 november 1850 i Burlington, New Jersey, var en amerikansk demokratisk politiker och jurist. Han representerade delstaten New Jersey i USA:s senat 1835-1841.
Wall studerade juridik och arbetade sedan som advokat i Burlington, New Jersey. Han deltog i 1812 års krig. Guvernören i New Jersey Isaac Halstead Williamson avgick 1829 och delstatens lagstiftande församling valde Wall till guvernör. Wall tackade nej till ämbetet och Peter Dumont Vroom valdes i stället.
Wall efterträdde 1835 Theodore Frelinghuysen som senator för New Jersey. Han kandiderade till omval efter en mandatperiod i senaten men förlorade mot whigpartiets kandidat Jacob W. Miller.
Wall tjänstgjorde som domare i appellationsdomstolen Court of Errors and Appeals of New Jersey från 1848 fram till sin död. Hans grav finns på Saint Marys Episcopal Churchyard i Burlington. Hans son James Walter Wall var senator för New Jersey från januari till mars 1863.